# Amable Arias
Amable Arias Yebra (Bembibre, 29 de junio de 1927-San Sebastián, 29 de febrero de 1984) fue un artista polifacético que trabajó la pintura, la poesía, el ensayo y las posibilidades de los sonidos dentro del arte. Comprometido política y socialmente, tuvo una vida llena de sinsabores. Falleció a la edad de 56 años de un coma renal.

## Biografía
Nació en Bembibre (León). En 1936 a poco de empezar la Guerra Civil, Amable sufrió un accidente. Jugando en una estación de tren, un vagón situado en vía muerta le aplastó contra un muro. A lo largo de cinco años tuvo que someterse a catorce operaciones. Estas acabaron por provocarle una cojera que le obligó a utilizar muletas.
En 1942 la familia se trasladó a San Sebastián. Amable no fue escolarizado. El padre les infringía malos tratos tanto a él como a su madre; una orden judicial le obligó a abandonar la ciudad, y se rompió toda relación con él. Amable, gracias a la penicilina comprada de estraperlo, mejoró y empezó a salir de casa. Recibió unas esporádicas clases de acuarela con Ascensio Martiarena. Amable afirma: 

«...El arte me sirvió para aguantar mi soledad llena de escarnios. Mi pintura surgió de una situación de exasperación interior y exterior. Recuerdo que desde pequeño sentí esa necesidad y me propuse que al menos dos cosas no me iban a quitar como las demás y que lucharía por ellas: escribir y pintar.»

En 1950 su madre trabajó en el guardarropa del Teatro Principal de San Sebastián. Amable le ayudaba en la entrega de las prendas. Descubrió allí un mundo nuevo y abierto. Entraba en tramoya y se relacionaba con los actores, músicos, vedettes, cómicos, cantantes… que muchas veces posaron para él.
Esta experiencia le permitió tomar conciencia de su nula formación. Empezó a acudir a la Biblioteca Municipal para leer. Sin rigor selectivo, escogía los autores que oía nombrar o aquellos que le resultaban más atrayentes por su fisionomía. Con casi veinticinco años pasó del mundo de los tebeos al de la filosofía, la ciencia y la literatura.
En 1954 entra a formar parte de la Asociación Artística de Guipúzcoa.
En 1956 le contratan para realizar los dibujos de una guía de Rutas Vasco Navarras. Le dan libertad absoluta, un despacho y la posibilidad de usar todo el papel que necesite. Allí dibuja paisajes y numerosos desnudos femeninos. Con el dinero que cobró adquirió cuatro lienzos, papel y pinturas para, según él mismo, «emprender un camino duro, hosco y brutal»: el del óleo, que antes no había trabajado nunca.
En 1956 pinta sus primeros óleos; son paisajes de Bembibre. En 1958 tiene su primera exposición individual. Queda decepcionado por su escaso rendimiento económico. Empieza a entrever las dificultades de una profesión llena de riesgos. Escribirá:

«Esta profesión, a la larga, se manifestó como una de las crueldades más bestiales del capitalismo y el franquismo. Hay, por otro lado, las ansias de ser pintor. Cuánta represión para poderte dedicar a las artes, y en aquellos días o años de muerte, lo mejor fue cercenado constantemente. Yo tenía la idea hasta ese momento de que la pintura es como una profesión. Quizá al principio, si no te conocían, podías funcionar a medio gas. Pero exponiendo se vendía algo, luego un poco más... De esta forma entré en la realidad de lo que era ser pintor.»

En 1962 y 1963 preside la Asociación Artística de Guipúzcoa.
En 1962 Amable recibe el premio “Salón de verano” del Ateneo.
El 17 de enero de 1963 inaugura la exposición "Espacios Vacíos" en las salas del Ayuntamiento de San Sebastián. Crispó el ambiente artístico de la ciudad. No fue comprendida por un público nada habituado a obras experimentales. Había nacido su fama de artista marginal y nada conciliador.
En 1966 junto a otros artistas crea el grupo GAUR.
Entre 1966 y 1967 Dionisio Barandiaran le concede una beca. Esto le permite desarrollar la "pintura átomo" o "de la gota".
En 1970, conoce a Maru Rizo, compañera y colaboradora. Alquilan un pequeño estudio en la Parte Vieja donostiarra en el que dio rienda suelta al torrente de imaginación e ideas que poseía. Se alejó de las actividades públicas y se concentró en su propia obra mientras sufría la marginación de los estamentos oficiales como consecuencia de toda una trayectoria en la que se impuso un estereotipo de “pintor maldito”.
Los últimos años de Amable, marcados por la proximidad de una muerte anunciada, promovieron en él un ardoroso deseo de apurar su tiempo con una actividad artística desbordante. Como casi todos los intelectuales y artistas avanzados de entonces, sostuvo una postura antifranquista, y su reflexión ideológica y teórica le llevó a situarse en una línea radicalmente marxista.
Murió de un coma renal en su casa de Ategorrieta, en San Sebastián, el 29 de febrero de 1984. Tenía 56 años.
Desde entonces su compañera Maru Rizo, administradora de su legado, viene realizando una labor de catalogación, conservación y transcripción de su obra, facilitando así la posibilidad de futuras exposiciones y publicaciones. Carmen Alonso-Pimentel, historiadora del arte y su biógrafa, y Gonzalo Sánchez, galerista ya fallecido, fueron sus colaboradores en la recuperación de un artista casi furtivo y ahora admirado. Así lo demuestran las numerosas exhibiciones de su obra plástica y sonora y la publicación de nuevos libros; el Café de Amable, de Valladolid dedicado a su persona; y por parte de su pueblo natal, el nombramiento de Hijo Predilecto por unanimidad y la dedicatoria de una calle.

## Obra plástica
Sus trabajos gráficos sobre papel, a lo largo de sus 30 años de trabajo artístico –comienza en 1954 y acaba en 1984-, son numerosos, al contrario que sus relativamente escasos óleos (trescientos tres), debido al alto precio de los lienzos.
En Amable Arias vida y obra son visiblemente dependientes la una de la otra: la serie Teatro Principal lo es de su trabajo en ese mismo teatro; La Guía, del encargo de una guía turística; Bodegones, de sus espacios de relación con sus amigos; En Bembibre, del reencuentro con su infancia; Las manitas, de su reivindicación de lo irreal; Papeles de fumar, de su fascinación por la levedad; Quimera, de su lucha siempre esperanzada…
Para su primera exposición, en las salas Aranaz Darrás de San Sebastián (año 1958), hizo tres grandes y magníficos Cristos. Aunque educado en un catolicismo casi fanático, para entonces ya había desterrado toda idea religiosa.
Dos años más tarde, 1960, en oposición a la línea oficial del arte de la ciudad, Amable organizó en su sótano –que le prestaba un amigo-, una exposición colectiva llamada De los 10. Estaban: Néstor Basterretxea, Carlos Bizcarrondo, Gonzalo Chillida, Mari Paz Jiménez, José Mari Ortiz, Rafael Ruiz Balerdi, José Antonio Sistiaga, Juan Francisco Villagarcía y Amable.
En 1961 preside la Asociación Artística de Guipúzcoa en un intento de reconvertirla en un centro de cultura y de enseñanza plástica.
En sus posteriores viajes al Bierzo, Amable se centró en paisajes que se fueron haciendo cada vez más abstractos. Es una obra dura y expresiva, una grafía muy en consonancia, una vez más, con su condición íntima.
Su exposición, en 1963, Espacios Vacíos en los bajos del Ayuntamiento de San Sebastián no fue comprendida por un público no habituado a obras experimentales (entre otras, Amable expuso cinco marcos vacíos), y hasta la ciudad se crispó de tal manera que el alcalde prohibió en el futuro “cualquier otra manifestación parecida”.
En 1964 expone en la Galería Maeght.
Poco más tarde, 1966, se constituyó el Grupo Gaur. Nació de una conversación entre Sistiaga -autor de la idea- y Amable, y cobró vida conjuntamente con Remigio Mendiburu, Eduardo Chillida, Jorge Oteiza, José Luis Zumeta, Néstor Basterretxea y Rafael Ruiz Balerdi. Junto a los grupos Emen, Orain y Danok de Vizcaya, Álava y Navarra, formaron la Escuela Vasca. Unión muy corta en el tiempo, fue sin embargo determinante en las líneas artísticas de las nuevas generaciones en el País Vasco.
Durante los años 1966-1967 se concentró en la pintura del átomo, donde fue descomponiendo la materia por medio de pequeños toques, y el vacío virgen ocupa grandes áreas. Es una época que intriga a los historiadores del arte, pues encuentran similitudes estéticas con el movimiento minimalista que se da en el mismo periodo -segunda mitad de los 60- en América.
En 1970 se alejó de la pintura abstracta considerando que lo que tenía de revolucionario había sido absorbido y que de ahí en adelante no habría limitaciones en ese sentido. Lo abstracto y lo figurativo sobrevivirían en fusión en su obra, y así muchas de ellas tienen un fondo abstracto del que, como si un humus creador les infundiera vida, surgen todos esos imaginarios personajes que pueblan sus obras.
Siempre a la búsqueda de nuevos caminos, unas veces de manera más accesible, otras de manera más experimental, se sirve de útiles cotidianos a los que va otorgando un nuevo status para convertirlos en objetos de pensamiento, de humor, de resurrección, de denuncia, de evocaciones, de antimilitarismo, de levedad...

«...quiero lo que no sirva para pintar o ser pintado.»

Ahí están: Biblioteca de Amable (libros), Posaderas bulevarianas (citas), Sobres sorpresa (azares), Historia de Euskalerria (maqueta en blanco), Copiador mil hojas (archivo anterior a las fotocopias), Macabros (conocimiento de su propio final), Homenaje a Puigmiquel (las antítesis), Huellas de un azul eléctrico (tampones de oficina)…
Otras veces son métodos más clásicos los empleados como en los collages, viñetas, acuarelas, pasteles, tintas…, aunque siempre utilizando maneras propias.

«Me gusta empezar lego de técnicas...»

El hecho de plasmar en sus obras personajes imaginarios con una técnica concreta, no suponía que sus vidas estaban acabadas, sino que, como en una migración interna, al cabo de un tiempo, resurgían con procedimientos diferentes, como en el caso de los Tupamaros en sobres, los Sartres, los Tupamaros en libros…
En sus óleos incluye losas, panes de oro, arena, tierra, purpurinas y estaño. Como soporte utiliza el cartón en trece ocasiones en los que pinta con materiales de las minas, y en otras catorce ocasiones utiliza el cristal, aunque algunos por su extrema fragilidad se rompieron.

## Obra Literaria
Ya desde muy joven Amable comenzó a escribir, pero las primeras publicaciones llegaron muy tarde, Ediciones Hordago publicó dos libros en vida del autor: La mano muerta, en 1980, y 23, libro colectivo aparecido en 1981.
Después de su fallecimiento en 1984, se han publicado tres poemarios suyos: Sobre el vaivén de las cortinas (2003), La mano muerta -corregida y ampliada- (2012), y Encantamiento y desencantamiento (2016); también un libro oral pues no fue escrito sino dictado: Sherezades (2005), sobre las mujeres que tuvieron importancia en su vida; y Cuadernos experimentales de Arte (2007), una recreación de la obra plástica y textual del mismo título.
La obra inédita es amplia, pero por sus especiales características de ortografía nada ortodoxa, abreviaturas personales y términos regionales bercianos, a lo que se añaden las correcciones postergadas ad eternum, su publicación supone un trabajo de edición delicado y difícil.

## Obra Sonora
Toda ella fue grabada originalmente en cintas de casetes. Tiene dos líneas muy definidas. La artística y la evocativa.
La artística consta de los Espacios poéticos, 38 intervenciones de voces humanas y ruidos instrumentales; los Poemas fonéticos, 36 actuaciones también con voces y artilugios sonantes de toda clase, que Amable va enumerando al comienzo de cada poema; y los reducidos Poemas afónicos y de la voz recobrada, que también forman parte de esta obra. En estos procesos de grabación Maru Rizo tuvo una colaboración decisiva.
La otra línea, puramente fonética, nada instrumental, es un duro ejercicio de memoria, dura 28 horas y en ella Amable cuenta su infancia hasta los 10 años. Tiene un doble valor: por su interés biográfico en lo relativo a sus vivencias personales, y como documento antropológico de la zona del Bierzo.

## Museos y colecciones
La principal obra en fondos y colecciones públicas se encuentra en los siguientes museos y centros de arte:
- Museo de San Telmo, San Sebastián
- Museo de Bellas Artes de Bilbao
- IVAM, Valencia[58]
- Biblioteca Municipal, Lasarte-Oria (Guipúzcoa)
- Sanz Enea, Zarauz (Guipúzcoa)[59]
- Museo de Arte e Historia de Durango, Durango (Bizkaia)[60]
- Centro Gallego de Arte Contemporáneo, Santiago de Compostela (La Coruña)[61]
- ARTIUM, Vitoria[62]
- Museo Bellas Artes, Nicaragua
- Koldo Mitxelena Kulturunea, Diputación Foral de Guipúzcoa, San Sebastián
- Junta de Castilla y León, Valladolid
- Colección Kutxa, San Sebastián[63][64]
- Centro Leonés de Cultura, León
- Casa de las Culturas, Bembibre (León)[65]
- Fundación Museo Evaristo Valle, Gijón (Asturias)
- Instituto Estudios Bercianos, Ponferrada (León)